# Komorczyn
Komorczyn (kaszb. Kòmórczëno lub Kòmòrzno, niem. Kummerzin) – wieś w Polsce położona w województwie pomorskim, w powiecie słupskim, w gminie Kobylnica.
W latach 1975–1998 miejscowość administracyjnie należała do województwa słupskiego.

## Nazwa
Nazwa miejscowości ma pochodzenie słowiańskie i charakter kulturowy. Powstała przez dodanie do nazwy pospolitej komórka „spiżarnia, izba do przechowywania żywności” formantu -in. Niemiecka nazwa Kummerzin jest adaptacją fonetyczną pierwotnej nazwy słowiańskiej.
Rada Języka Kaszubskiego proponuje kaszubską formę nazwy Kòmórczëno.